# Höstkåtatjärnarna (Tärna socken, Lappland, 728069-146718)
Höstkåtatjärnarna är en sjö i Storumans kommun i Lappland och ingår i Umeälvens huvudavrinningsområde.